# Mammillaria sphaerica
Mammillaria sphaerica (укр. Мамілярія сферична, мамілярія сферика) — сукулентна рослина з роду мамілярія (Mammillaria) родини кактусових (Cactaceae).

## Історія

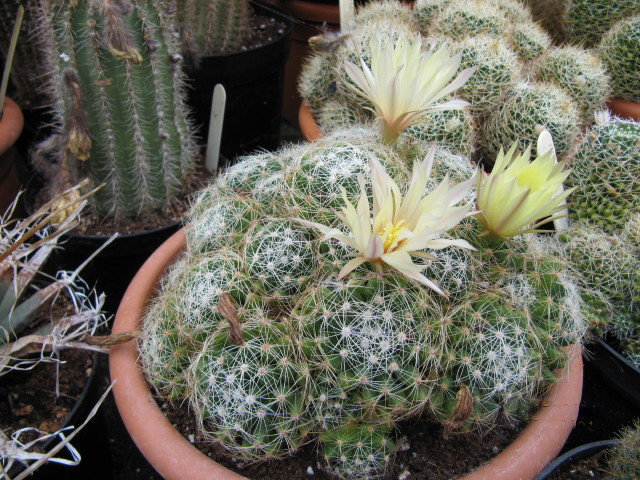
Квітуча Mammillaria sphaerica в кімнатній культурі

Вид вперше описаний німецьким ботаніком Альбертом Готтфрідом Дітріхом (нім. Albert Gottfried Dietrich, 1795—1896) у 1853 році у виданні нім. «Allgemeine Gartenzeitung».

## Етимологія
Видова назва походить від лат. sphaericus — «сферичний» і натякає на характерні сферичні стебла.
Місцеві назви: англ. Pale mammillaria, Long Mamma Nipple Cactus, Longspine Nipple Cactus; ісп. Biznaga Esférica.

## Ареал і екологія
Ареал Mammillaria sphaerica охоплює південь Техасу в США і Сан-Луїс-Потосі та північ Тамауліпасу в Мексиці. Рослини зростають на висоті від 100 до 1000 метрів над рівнем моря. Зазвичай росте в тіні. У Тамауліпасі цей вид зустрічається на декількох ділянках в колючому скребі на рівнинах, на низьких щебнистих пагорбах, в розрідженій рослинності і на плоских вапняках разом з Mammillaria roseoalba, Mammillaria heyderi, Mammillaria rubrograndis, Echinocereus blanckii, Hamatocactus setispinus, Ferocactus victoriensis, Stenocereus pruinosus.

## Морфологічний опис
| Орган              | Опис                                                                             |
| Рослини            | формують плоскі групи, часто до 50 см завширшки.                                 |
| Коріння            |                                                                                  |
| Стебло             | напівкулясте, до 5 см в діаметрі.                                                |
| Епідерміс          |                                                                                  |
| Маміли             | конічні до циліндричних, в'ялі, без молочного соку.                              |
| Ареоли             |                                                                                  |
| Аксили             | трохи вкриті пухом.                                                              |
| Центральні колючки | 1, жовтуваті, прямі, завдовжки 3-6 мм.                                           |
| Радіальні колючки  | 12-14, голкоподібні, прямі, білуваті до блідо-жовтого кольору, завдовжки 6-8 мм. |
| Квіти              | яскраві, лимонно-жовті, в діаметрі 6-7 см.                                       |
| Бутони             |                                                                                  |
| Зовнішні пелюстки  |                                                                                  |
| Внутрішні пелюстки |                                                                                  |
| Тичинки            |                                                                                  |
| Маточка            |                                                                                  |
| Плоди              |                                                                                  |
| Насіння            | чорне.                                                                           |

## Чисельність, охоронний статус та заходи по збереженню

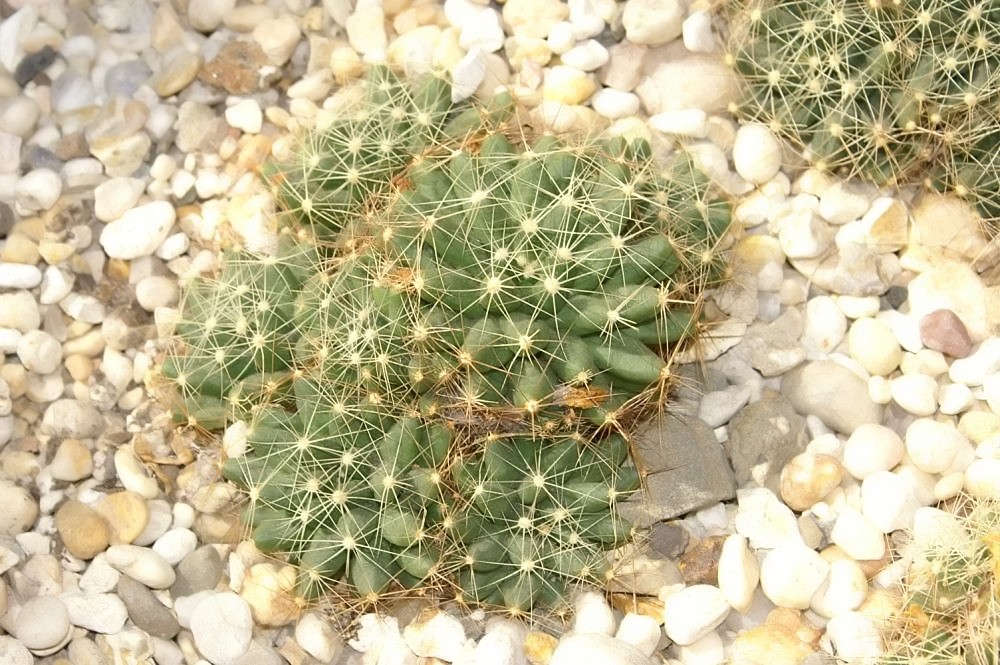
Mammillaria sphaerica в Нью-Йоркському ботанічному саду

Mammillaria sphaerica входить до Червоного списку Міжнародного союзу охорони природи видів, з найменшим ризиком (LC).
Субпопуляції виду розкидані і не рясні. Поточний тренд чисельності рослин стабільний
Mammillaria sphaerica зустрічається в межах декількох державних і федеральних охоронних територій на півдні Техасу.
У Мексиці ця рослина занесена до Національного переліку видів, що перебувають під загрозою зникнення, де вона включена до категорії «під загрозою зникнення».
Охороняється Конвенцією про міжнародну торгівлю видами дикої фауни і флори, що перебувають під загрозою зникнення (CITES).

## Систематика
Mammillaria sphaerica іноді вважається різновидом Mammillaria longimamma, але має чіткий географічний розподіл, а деякі риси, такі як колючки, чітко відрізняють ці два види. Крім того Mammillaria sphaerica має характерні світло-зелені, майже жовто-зелені стебла.

## Використання
Вид вирощується як декоративний з насіння.

## Утримання в культурі
Вид легкий в культурі без великих особливостей у порівнянні із загальними умовами культури роду Mammillaria, за винятком запобіжних заходів, пов'язаних з коренем цього виду. Рекомендується не пошкоджувати його при пересадці рослини, забезпечувати добре дренований субстрат і хороший за розміром контейнер. Ця мамілярія цвіте досить легко і щедро, якщо вона отримує достатньо сонця, на верхній полиці теплиці. Розмноження насінням або пагонами, іноді вдається навіть укорінювати маміли.